# 4155 Ватанабе
4155 Ватана́бе (4155 Watanabe) — астероїд головного поясу, відкритий 25 жовтня 1987 року.
Тіссеранів параметр щодо Юпітера — 3,459.
Названо на честь астронома-аматора Кадзуро Ватанабе (яп. わたなべ(渡辺)).